# Waterford, Connecticut
Waterford är en kommun (town) i New London County i delstaten Connecticut, USA med cirka 19 152 invånare (2000). Den har enligt United States Census Bureau en area på totalt 115 km² varav 30,1 km² är vatten.